# Gruppo di fuoco
Il gruppo di fuoco (meglio noto come squadra di fuoco o in rari casi cappa del camino) è un'unità militare terrestre di fanteria creato per ottimizzare la dottrina tattica attraverso il cosiddetto fuoco e movimento.
In alcuni paesi è generalmente comandato da un caporale e più gruppi formano una o più squadre.